# Banca centrale della Somalia
La Banca centrale della Somalia (in somalo: Bankiga Dhexe ee Soomaaliya; in arabo: البنك المركزي في الصومال) è l'autorità monetaria della Repubblica somala.

## Storia
L'esercizio dell'attività bancaria in terra somala ebbe inizio il 15 novembre 1920, quando la Banca d'Italia aprì una filiale a Mogadiscio, nell'allora Somalia italiana. Successivamente, nel 1932, nella capitale somala si insediò anche la Cassa di Risparmio di Torino con una sua filiale, poi rilevata dal Banco di Napoli per una somma di 500.000 lire. Nel 1940 nella Somalia italiana si trovavano cinque istituti bancari: la Banca d'Italia, a Mogadiscio, Chisimaio e Merca; il Banco di Roma, a Mogadiscio e a Merca; il Banco di Napoli, nella capitale. Essi svolgevano principalmente il compito di erogare mutui e fidi bancari alle imprese agricole italiane presenti nella regione, specie presso il Giuba e l'Uebi Scebeli.
Sia il Banco di Roma che il Banco di Napoli avevano anche due filiali in Etiopia e in Eritrea, le colonie che insieme alla Somalia avrebbero costituito, a partire dal 1936, l'Africa Orientale Italiana.

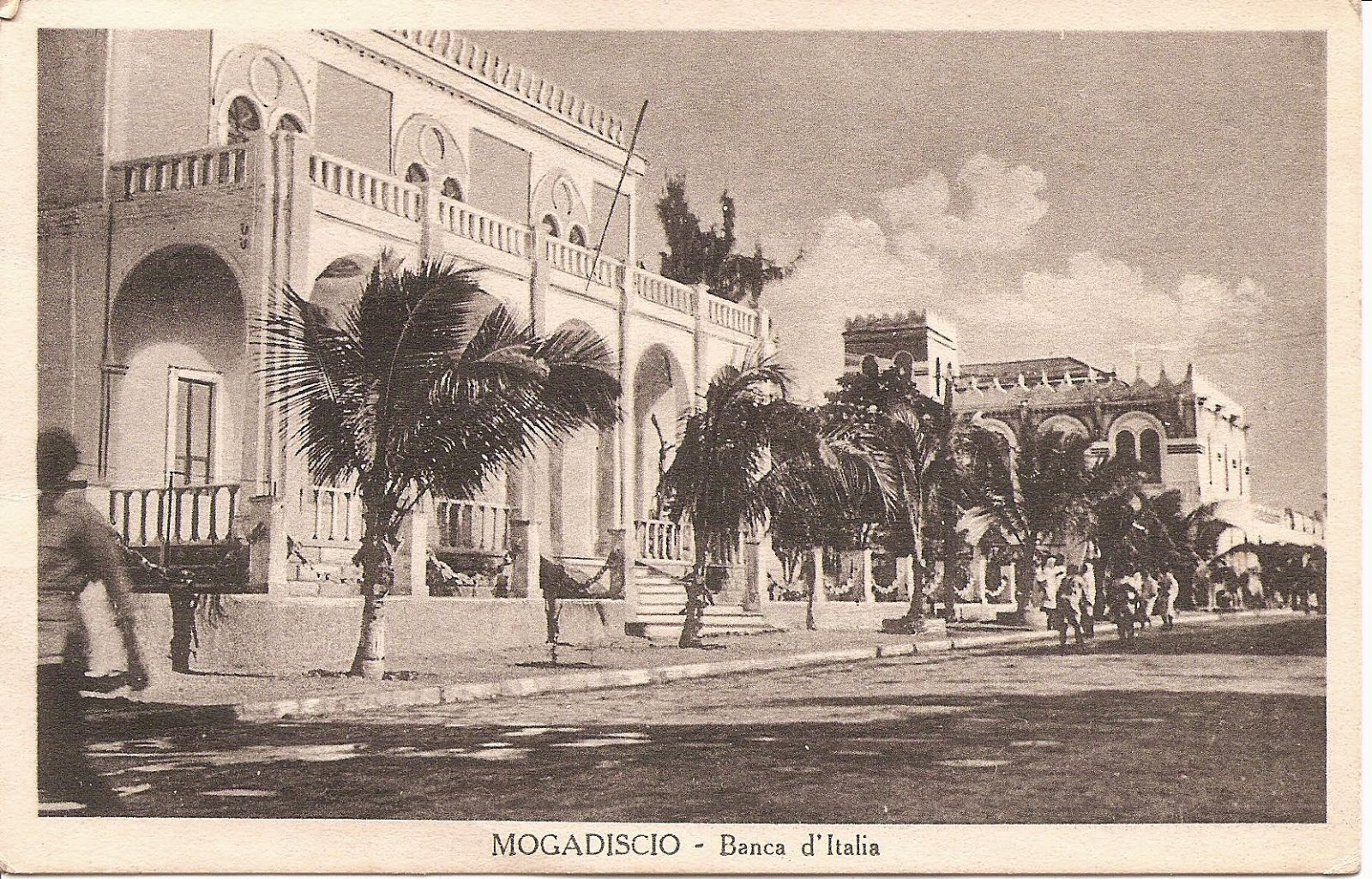
La sede della Banca d'Italia a Mogadiscio, in Corso Somalia 55. È poi divenuta la sede della Banca commerciale somala, oggi sede della Banca centrale.

Nel 1950, durante il periodo dell'Amministrazione fiduciaria italiana della Somalia, fu istituita la Cassa per la circolazione monetaria della Somalia, eretta in ente di diritto pubblico nel 1954 (art. 4, legge 677/1954); nello stesso anno fu istituito il Credito Somalo. Al contempo, nella Somalia britannica, la National and Grindlais Bank (ex Banca nazionale indiana) aprì alcune filiali a Berbera e Hargeisa.
Il 1º luglio 1960 l'ex Somalia italiana si fuse con lo Stato del Somaliland, ancora sotto la giurisdizione britannica, per formare la Repubblica di Somalia, pienamente indipendente. In tale prospettiva il governo dell'ex Somalia italiana, guidato da Abdullahi Issa Mohamud, istituì la Banca nazionale somala (decreto 3/1678 del 30 giugno 1960): la nuova banca avrebbe esercitato sia le attività di banca centrale, precedentemente devolute alla Cassa per la circolazione monetaria, sia le attività di banca commerciale; Abdi Aden Mohamed fu nominato governatore generale e Francesco Palamenghi Crispi divenne direttore generale. Il governo italiano fornì assistenza tecnica e finanziaria alla Somalia e dispose la liquidazione della Cassa per la circolazione (legge 157/1961), mentre, nel 1968, il governo somalo di Abdirashid Ali Shermarke dettò una nuova disciplina per la Banca nazionale somala (legge 27/1968). La legge (art. 49), in particolare, dispose lo scioglimento del Credito Somalo, trasferendone diritti ed obblighi in capo alla Banca nazionale e, in parte, alla Banca di sviluppo somalo.
Dopo il colpo di Stato del 1969 che portò Siad Barre al potere, il sistema bancario e del credito fu profondamente riformato, attraverso l'istituzione della Cassa di risparmio e credito della Somalia (legge 1/1970) e della Banca commerciale somala (legge 2/1970). Successivamente, alla Banca commerciale somala furono trasferite le attività commerciali svolte dalle filiali locali di Banco di Roma, Banco di Napoli e National and Grindlais Bank, che furono così nazionalizzate (legge 2/1971). Fu inoltre nazionalizzato e inglobato nella Cassa di risparmio e credito il Banco di Porto Said (legge 1/1971).
La Banca commerciale aprì filiali a Baidoa, Belet Uen, Berbera, Bosaso, Burco, Galkacyo, Qardho, Hargheisa e Chisimaio ed infine in Gibuti; l'istituto intraprese alcune attività di collaborazione con l'Associazione bancaria italiana, in un contesto di cooperazione con le casse di risparmio.
Successivamente, il governo fuse la Banca commerciale somala e la Cassa di risparmio e di credito della Somalia per formare l'Istituto commerciale di risparmio della Somalia, che divenne l'unica banca commerciale del Paese (legge 20/1975); inoltre ridenominò la Banca nazionale somala in Banca centrale della Somalia (legge 21/1975).
Nei primi anni Novanta, dopo la caduta di Barre e l'inizio della guerra civile, entrambi gli istituti sospesero le rispettive funzioni.
Nel 2009, il Governo federale di transizione ha riaperto la Banca centrale della Somalia a Mogadiscio, nel quadro di un generale ripristino delle istituzioni nazionali; la Banca ha aperto una filiale a Baidoa.
Nel gennaio 2013 è stato nominato nuovo governatore Abdisalam Omer, che nel settembre 2013 è divenuto Ministro degli affari esteri nel governo di Omar Abdirashid Ali Sharmarke. Omer è stato sostituito da Yussur Abrar, già vicepresidente di Citigroup e del comparto "gestione del rischio di credito" presso l'American International Group. Nel novembre 2013 nuovo governatore è divenuto Bashir Isse.

## Organizzazione
Secondo la disciplina sulla banca centrale, gli organi della Banca sono i seguenti:
- Consiglio di amministrazione;
- Governatore e vice-governatore;
- Direttore generale.

La Banca centrale si suddivide in nove dipartimenti:
- Operazioni bancarie e sistema dei pagamenti;
- Finanza
- Audit interno
- Studi economici
- Supervisione bancaria
- Risorse umane
- Sistema di gestione delle informazioni
- Servizi di amministrazione
- Servizi legali

## Funzioni
La Banca persegue i seguenti obiettivi di politica monetaria:
- Stabilità dei prezzi (contenimento dell'inflazione);
- Politica del tasso di cambio;
- Stabilità del valore dello scellino somalo;
- Mantenimento della stabilità finanziaria;
- Armonizzazione e coordinamento delle politiche fiscali con le politiche monetarie;
- Gestione dei pagamenti nazionali e internazionali.

## Fonti
- Donatella Strangio, The Reasons for Underdevelopment: The Case of Decolonisation in Somaliland, su books.google.it.

| Controllo di autorità | VIAF (EN) 134849428 · LCCN (EN) n78081353 |